# Хильвет Аулие Кумчик-ата
Хильвет Аулие Кумчик-ата (каз. Әулие Құмшық ата қылуеті) или Подземная мечеть Аулие Кумчик-ата (каз. Әулие Құмшық ата жер асты мешіті) — хильвет, памятник истории и архитектуры XII века в городе Туркестане, в 1 км к югу от мавзолея Ходжи Ахмеда Ясави, на территории заповедника-музея Азрет-Султан. Относится к числу культовых построек, связанных с ритуалами суфиев. С 1982 года входит в список памятников истории и культуры Казахстана республиканского значения.

## Архитектура
Начало строительства хильветов на территории юга Казахстана относится к IX веку и может быть связано с проникновением сюда шафиитов, укрывавшихся в подземных постройках — гарах.
Хильвет Аулие Кумчик-ата — подземная (пещерная) двухкамерная постройка с входом-шахтой, устроенным в торце узкого длинного (около 10 м) коридора. Сложен из жжёного кирпича квадратной формы на глине. Дальнее помещение квадратной формы, со сторонами около 2×2 м и высотой 1,6 м, перекрыто шатровым сводом. Примыкающее к нему помещение круглой формы, диаметром около 2,5 м и высотой около 2 м, перекрыто куполом (кумбезом). В стенах помещений устроены маленькие ниши для светильников. Коридор изогнутый в плане, сложен, как и основные помещения, из жжёного кирпича, перекрыт арочным сводом. В перекрытии его средней части устроено световое отверстие в виде колодца диаметром около 1 м во всю ширину коридора. Вход в хильвет в руинированном состоянии, ступеней лестницы не выявлено. Внутренняя структура сооружения не оштукатурена.
Мечеть была исследована в 1973—1974 годах экспедицией Института истории, археологии и этнографии, которой руководила Таисия Сенигова. Памятник был реставрирован в 1985 и 2003 годах.